# Idiochlora pudentifimbria
Idiochlora pudentifimbria là một loài bướm đêm trong họ Geometridae.